# Antonio Pinilla
Antonio Pinilla Miranda (Badalona, 25 febbraio 1971) è un ex calciatore spagnolo, di ruolo attaccante.

## Palmarès

### Club
- Coppa di Spagna: 1

Barcellona: 1989-1990
- Campionato spagnolo: 1

Barcellona: 1990-1991

### Nazionale
- Oro olimpico: 1

Barcellona 1992